# Анастасия Обретенова
Анастасия Обретенова е българска учителка.
Родена е в гр. Русе през 1860 г. Дъщеря е на Тонка Обретенова (известна като баба Тонка). В периода 1877 – 1881 учи в Московския девически институт, изпратена там с подкрепата на Русенското женско дружество и от Евлоги Георгиев, а след това издържана от брат си Никола Обретенов и от Захари Стоянов, за когото през 1882 се омъжва. Имат дъщеря – Захаринка. След смъртта на съпруга си работи като учителка. Умира в Русе през 1926 г.